# Nukapu
Nukapu ist ein kleines Atoll in der südöstlichen Provinz Temotu der Salomonen. Es gehört zu den äußeren Inseln der Reef Islands, nördlich der Inselgruppe der Santa-Cruz-Inseln.
Das Atoll hat eine Gesamtfläche von über fünf Quadratkilometern. Von Nordost nach Südwest erstreckt es sich über 3,2 km, bei einer maximalen Breite von 2,2 km. Im Zentrum liegt eine kleine Lagune, die rund 70 Hektar groß ist. Die einzige Insel des Atolls, Nukapu Island, liegt im Nordosten. Die Insel hat eine Größe von 770 mal 650 Metern und eine Fläche von rund 30 Hektar. Der größte Teil des Atolls wird von der Riffplattform eingenommen.
Im Südwesten der Insel, an der rund 70 Hektar kleinen Lagune, liegt das einzige Dorf Nipwa, mit etwa 100 Einwohnern. Auf aktuellen Satellitenbildern sind rund 25 Hütten sowie ein größeres Gebäude zu erkennen.